# Екатеринбург-Сити
Екатеринбу́рг-Си́ти — строящийся деловой квартал в центре Екатеринбурга. Впервые проект комплекса был представлен в 2006 году. По первоначальному проекту территория комплекса включала гостиницу (Hyatt Regency Ekaterinburg), четыре башни — «Исеть», «Урал», «Татищев» и «Де Геннин», а также крытую галерею с торговыми рядами и пешеходной улицей. Этот проект был разработан французским архитектурным бюро Valode&Pistre под руководством Жана Пистра. Инвестором выступал УГМК-Холдинг.
Одновременно в непосредственной близости началось строительство ряда высотных зданий — жилого небоскрёба «De Luxe» (впоследствии сменившего название на «Февральская революция») бизнес-центров «Демидов» и «Президент», которые, хоть и не относятся к проекту «Екатеринбург-сити», дополняют его панораму и часто с ним ассоциируются. Ещё одна высотка — «Белый дом» была построена в этом районе ещё в 1978—1982 годах. В 2008 году УГМК выкупил у свердловского предпринимателя Марса Шарафулина строящийся бизнес-центр «Демидов», чтобы интегрировать его в единую инфраструктуру «Екатеринбург-сити».
Общая площадь делового комплекса составит 750 тыс. квадратных метров. Отмечается, что под застройку выделяется не более 35 % территории, чтобы как можно больше пространства оставить под озеленение, тротуары и зоны общественного назначения.
По первоначальному проекту Екатеринбург-сити должен был объединить более 400 тыс. м² коммерческих и торговых площадей, офисов, гостиниц, развлекательных центров, кафе и ресторанов. Планировалось возвести 12 объектов: четыре офисные высотки, бизнес-парк, с акцентом на представителей малого и среднего бизнеса, так называемая торговая галерея и две гостиницы. Площадь квартала должна была составить пять гектаров.
Виды с высоты в 2022 году
Предполагалось, что работы по его сооружению должны завершиться в 2014 году, однако в феврале 2009 строительство было приостановлено и его окончание перенесено на неопределённые сроки. Стоимость проекта оценивается в один миллиард евро. Основным инвестором проекта является «УГМК-Холдинг». Возобновить работы по строительству квартала УГМК ещё зимой 2010 планировало не ранее 2011 года, однако строительство квартала было возобновлено уже в августе 2010 года.
В октябре 2016 года была разработана новая концепция под наименованием «Медная гора». Приказом Министерства строительства и развития инфраструктуры № 52 от 31 января 2017 года ООО «Екатеринбург-сити» было приказано начать разработку документации. В декабре 2021 года началось строительство первого объекта после обновления проекта — Гастромолл, который открыли в декабре 2024 года. В октябре 2022 года концепция снова была обновлена и представлен новый проект. В июне 2023 года началось строительство первой офисной башни.
Также как часть Сити позиционируется недостроенное офисное здание по адресу Октябрьская площадь, 5, которое находится напротив здания Правительства. Здание, в котором планировалось разместить «Деловой центр внешнеэкономической деятельности», начала строить в 1993 году компания «Уралвнешторг». Однако из-за дефолта 1998 года строительство было остановлено. В 2018 году здание было выкуплено Олегом Хабибуллиным и ООО Навигатор (УГМК). В 2020 году часть здания, принадлежащая УГМК, была снесена, на её месте строят высотное административное здание.
Также приказом Министерства строительства № 54 от 31 января 2017 компании Атомстройкомплекс была разрешена подготовка документов на строительство в этом же квартале. В августе 2017 началось строительство стилобата по проекту Кисё Курокавы. Высотная часть стилобата имеет наименование «RE:VOLUTION TOWERS».
В ноябре 2023 был представлен проект «Гимназия», который войдёт в архитектурный ансамбль комплекса Сити.

## Объекты
| Построено | Проектная высота | Строится | Строительство приостановлено | Отменено | Предположительно |

В этой таблице отсутствуют отменённые и предполагаемые небоскрёбы.
| Название                       | Начало строительства | Конец строительства | Высота (крыши) | Высота (max) | Этажность | Площадь (м²) | Примечания                                          |
| ------------------------------ | -------------------- | ------------------- | -------------- | ------------ | --------- | ------------ | --------------------------------------------------- |
| Гостиница «Hyatt Regency»      | 2005                 | 2009                | 83             | 83           | 21        |              | Открыта к саммиту ШОС                               |
| Башня «Де Геннин»              |                      |                     |                |              | 47        | 96 000       |                                                     |
| Комплекс «Демидов» («DEMIDOV») | 2006                 | 2016                | 124            | 134,95       | 34        | 130 090      | 30 декабря 2016 года башня была официально открыта. |
| Башня «Исеть»                  | 2008                 | 2016                | 206,5          | 212,8        | 52        | 70 600       | 30 декабря 2016 года башня была официально открыта. |
| Башня «Татищев»                |                      |                     |                |              | 35        | 78 000       |                                                     |
| Башня «Екатерина»              | 2018                 |                     | 300            | 300          | 62        | 124 000      | Ведутся переговоры с администрацией города          |

## Гостиница Hyatt Regency
- Этажность: 21 этаж.
- Начало строительства: 27 июля 2005 года.
- Открытие: 26 февраля 2009 года.

Пятизвёздочная гостиница Hyatt Regency Ekaterinburg рассчитана на 296 номеров. В отеле запроектированы президентские апартаменты, охраняемая подземная парковка на 135 машиномест, два ресторана, три бара, отдел обслуживания номеров, конгресс-холл, бассейн и spa-клуб с панорамным видом, фитнес-центр. В обслуживании задействовано около 400 человек.
17 июля 2007 года в конструкцию здания уложили последний кубометр бетона. Для возведения конструкции гостиницы потребовалось около 27 000 м³ бетона, 3200 тонн арматуры, 2800 тонн металлоконструкций.
Торжественное открытие гостиницы состоялось 26 февраля 2009 года.

## Башня «Исеть»
- Этажность: 52 (48 жилых этажей).
- Высота: 209 м по архитектурным деталям.
- Площадь: 70 600 м².
- Начало строительства: март 2008.
- Окончание строительства: 30 декабря 2016 года[24].
- Количество лифтов: 8

Башня получила своё название по реке Исеть, на берегу которой она находится. Проект башни представляет собой высотное 52-этажное жилое здание класса «А». Помимо апартаментов класса люкс, в этом здании планируется разместить бизнес-клуб, конгресс-центр, ресторан, кафе, фитнес-центр, галерею бутиков. Предполагаемая стоимость «Исети» — около 230 млн долларов.
Строительство башни началось в марте 2008 года и, по первоначальному плану, должно было завершиться к концу 2010 года. В июле 2008 по требованию Ростехнадзора строительство было приостановлено на три месяца в связи с отсутствием у компании-застройщика разрешительных документов. В дальнейшем, вплоть до августа 2010 года, строительство было приостановлено в связи с финансовыми трудностями. 20 августа 2010 года строительство было официально возобновлено. 11 января 2011 была закончена заливка фундамента здания. В начале июля того же года монолитные работы на башне были завершены. В конце сентября на башне была смонтирована корона, таким образом здание было достроено до верхней точки. В январе 2015 года завершено остекление. До 2016 года башня считалась самым высоким северным небоскрёбом в мире.
8 января 2017 года башня была официально введена в эксплуатацию.

## Башня «Екатерина»
- Использование: офисы, рестораны, конференц-залы.
- Площадь: ~124 000 м².
- Этажность: 62 этажа[28].
- Высота: 300 м.
- Год постройки: проект отменён[29].

Высота башни «Екатерина» должна была составить 300 метров. Предполагалось, что здание будет на 85 метров выше небоскрёба «Исеть», став самым высоким зданием комплекса и города в целом.
Строительство «Екатерины» должна была вести УГМК. Предполагалось, что лощадь 62-этажного объекта составит 124 тыс. квадратных метров. Для размещения комплекса была выбрана площадка на пересечении улиц Бориса Ельцина и Челюскинцев. Завершить работы по возведению объекта планировалось в 2022 году.
В первоначальном плане Екатеринбург-Сити на месте «Екатерины» предполагалось сооружение более высотной и также самой высокой в городе и Сибири 383-метровой 65-этажной башни «Урал».

## Башня «Татищев»
- Использование: офисы, рестораны, конференц-залы.
- Площадь: ~78 000 м².
- Этажность: 35 этажей.
- Год постройки: перенесено на неопределённые сроки[6].

## Башня «Де Геннин»
- Использование: офисы, рестораны, конференц-залы.
- Площадь: ~96 000 м².
- Этажность: 45-50 этажей.
- Год постройки: перенесено на неопределённые сроки[6].

Башня «Де Геннин» должна была расположиться вдоль улицы Челюскинцев неподалёку от башни «Татищев». Она названа в честь одного из основателей Екатеринбурга. В ней предполагалось разместить офисы, рестораны и конференц-залы.

## Деловой дом «Демидов»
- Этажность: 33 этажа[31] (последний 34-й этаж — технический)
- Площадь: 130 090 м²
- Высота: 134,95 м
- Окончание строительства: 2016 год

Строительство первой очереди 1А бизнес-центра «Демидов» было начато в 2006 году. Изначально было запланировано полностью создать комплекс, состоящий из двух зданий, весной 2009 года, но позднее сроки сдачи сдвигали несколько раз. В результате очередь 1А была введена в эксплуатацию в ноябре 2015 года, башня очереди 1Б была официально сдана 30 декабря 2016 года вместе с башней «Исеть».
Общая площадь блока 1А — 88 тысяч квадратных метров, из них 22 тысячи квадратных метров занял Президентский центр Б. Н. Ельцина. Площадь высотной части «Демидова» (блок 1Б) составила 47 000 квадратных метров.

## Бульвар Екатерины и Бизнес-парк
- Площадь: 44 000 м².
- Использование: коммерция, офисы.
- Год постройки: перенесено на неопределённые сроки[6].
- Сроки строительства: перенесено на неопределённые сроки.

Бульвар Екатерины — трёхуровневая крытая галерея магазинов, кафе, ресторанов. Бизнес-парк — комплекс офисов класса А.